# Ovenna callidescens
Ovenna callidescens là một loài bướm đêm thuộc phân họ Arctiinae, họ Erebidae.